# Christian Fahlcrantz
Johan Alfred Christian Fahlcrantz, född den 14 november 1898 i Nyköping, död den 1 juni 1959 i Vänersborg, var en svensk ämbetsman. Han var son till Wilhelm Fahlcrantz.
Fahlcrantz avlade studentexamen i Nyköping och juris kandidatexamen vid Uppsala universitet 1922. Han genomförde tingstjänstgöring i Västerbergslags domsaga 1923–1925. Fahlcrantz blev extra länsnotarie i Älvsborgs län 1926, andre länsnotarie där 1933, länsassessor i Södermanlands län 1936 och landssekreterare i Älvsborgs län 1945 (tillförordnad 1944). Han var ordförande i direktionen för Restads och Källshagens sjukhus i Vänersborg. Han blev riddare av Nordstjärneorden 1948 och kommendör av samma orden 1955.